# Muixeranga de Xàtiva
La Muixeranga de Xàtiva, també coneguda com a La Socarrà, és una muixeranga fundada el 6 de maig de 2016 a la ciutat de Xàtiva. Van fer la seua primera actuació a la II Diada muixeranguera a la ciutat d'Alacant, en juny del mateix any. Es tracta d'una colla de nova formació, encara que la pràctica de la muixeranga està documentada a la ciutat de Xàtiva ja en 1789. El seu uniforme consta de camisa roja i faixa i pantaló negre. Han arribat a fer figures de cinc alçades i forma part de la Federació Coordinadora de Muixerangues.